# Joel Best
Joel Best (Lincoln, 21 de agosto de 1946) es un sociólogo estadounidense y director de la cátedra de Sociología y Justicia Criminal de la Universidad de Delaware. Es autor de Damned Lies and Statistics (2001), entre otras obras.

## Biografía
Tras obtener su doctorado en sociología de la University of California, Berkeley, y licenciarse en Historia por la University of Minnesota, Best se trasladó a la University of Delaware en 1999 para ocupar la cátedra de Sociología de 1999 a 2006.